# Eulepidotis croceipars
Eulepidotis croceipars là một loài bướm đêm trong họ Erebidae.